# Cosmochthonius macrosetosus
Cosmochthonius macrosetosus är en kvalsterart som beskrevs av Nusret Ayyildiz och Malcolm Luxton 1990. Cosmochthonius macrosetosus ingår i släktet Cosmochthonius och familjen Cosmochthoniidae. Inga underarter finns listade i Catalogue of Life.